# Vicious Delicious
Vicious Delicious er Infected Mushrooms sjette album, fra 2007.

## Trackliste
1. . "Becoming Insane"
2. . "Artillery"
3. . "Vicious Delicious"
4. . "Heavyweight"
5. . "Suliman"
6. . "Forgive Me"
7. . "Special Place"
8. . "In Front Of Me"
9. . "Eat It Raw"
10. . "Change The Formality"
11. . "Before"